# Silice précipitée
La silice précipitée (numéro CAS 1343-98-2) est une forme amorphe de dioxyde de silicium, de formule chimique SiO2. Il s'agit d'une poudre blanche produite à partir de sels de silicates. C'est la forme de silice amorphe la plus importante dans l'économie, avec une production annuelle qui dépassait le million de tonnes à la fin du siècle dernier, la moitié étant destinée à être utilisée dans les pneus et les semelles. Sauf à être préparée par le procédé Stöber (en), la silice précipitée n'est pas microporeuse.
On peut obtenir de la silice précipitée à partir d'une solution alcaline de silicate avec un acide minéral. De l'acide sulfurique H2SO4 et du silicate de sodium Na2SiO3 sont ajoutés simultanément dans de l'eau et agités. La précipitation est réalisée en conditions alcalines. Les propriétés de la silice précipitée dépendent à la fois du mode d'agitation, de la durée de la précipitation, de la vitesse d'addition des réactifs, de leur température, de leur concentration et du pH de la solution. On évite la formation d'un gel en agitant à température élevée. Le précipité blanc obtenu est filtré, lavé et séché. La réaction correspondante s'écrit Na2O⋅nSiO2 + H2SO4 ⟶ n SiO2 + Na2SO4 + H2O avec, pour n = 1 :
Na2SiO3 + H2SO4 ⟶ SiO2 + Na2SO4 + H2O.
Les particules primaires ont un diamètre de 5 à 100 nm et une surface spécifique de 5 à 100 m2/g. La taille des agglomérats varie de 1 à 40 µm avec une taille moyenne des pores supérieure à 30 nm et une masse volumique de 1,9 à 2,1 g/cm3.